# Syagrus weddelliana
Syagrus weddelliana (H.Wendl.) Becc., nota col nome di palma da cocco nana, è una palma di piccole dimensioni, endemica delle foreste pluviali del Brasile.

## Descrizione
Ha il fusto lungo 1–5 m, con le foglie lucenti, pennate, poco arcuate, con foglioline di colore verde-brillante, disposte a lisca di pesce, che partono dalla base corta e spessa, con il peduncolo e il rachide ricoperti da scaglie o peli bruno-nerastri; i frutti sono noci da ovoidali a ellissoidali, di colore marrone.

## Coltivazione
Coltivata in vaso, come pianta ornamentale, raggiunge circa 1 m di altezza.
Pianta a lenta crescita richiede ambienti caldi tra i 18-27 °C e luce solare filtrata, buona umidità ambientale, terriccio ricco di humus concimazioni mensili con fertilizzante liquido nella bella stagione, annaffiature e spruzzature regolari, rinvasare o rinterrare ogni 2 anni usando terriccio universale.
La moltiplicazione avviene con la semina.

## Avversità
- Temperature sotto i 16 °C danneggiano gravemente la pianta
- Ambienti secchi, come gli appartamenti riscaldati nella stagione invernale, determinano macchie brunastre sulle foglie cui segue il disseccamento
- Ragnetto rosso - attacca le parti epigee della pianta in ambienti con atmosfera caldo-secca
- Cocciniglie - formano spesse incrostazioni di scudetti ovali brunastri sulle giovani foglie